# ماوریسیو مونترو
ماوریسیو مونترو (اسپانیایی: Mauricio Montero‎؛ زادهٔ ۱۹ اکتبر ۱۹۶۳) بازیکن فوتبال اهل کاستاریکا بود.
از باشگاه‌هایی که در آن بازی کرده‌است می‌توان به باشگاه فوتبال لیگا دپورتیوا آلاخولنسه اشاره کرد.
وی همچنین در تیم ملی فوتبال کاستاریکا بازی کرده‌است.